# Neofit Scriban
Neofit Scriban (n. 1808 în Burdujeni, județul Botoșani acum Suceava, - d. 1884, 9 octombrie, în Burdujeni) a fost arhiereu, pedagog, cărturar și importantă personalitate publică a vremii sale.

## Formația
S-a născut în familie de preot, cu numele de botez Nicolae. Învață la Mănăstirea Todireni din Burdujeni, călugărit la Mănăstirea Gorovei în 1827, preot ieromonah la Mănăstirea Sfinții Trei Ierarhi din Iași în 1833, studii la Gimnaziul Vasilian și la Academia Mihăileană din Iași, pe care a absolvit-o 1838, apoi la Colegiul Național „Sfântul Sava” din București între 1838-1839.

## Cariera
Preot și predicator la Mitropolie, catehet la școlile publice de la „Sf. Trei lerarhi” și protosinghel (1839-1840), surghiunit de domnitorul Mihail Sturdza la Neamț (1841), profesor la școala națională din Fălticeni (1842-1843), profesor de științe religioase și limbă elină la școala națională din Mănăstirea Neamț (1843-1846), director la școala națională de la Sf. Trei lerarhi din Iași (1846-1848), profesor de istorie, elină, retorică și filosofie la Seminarul de la Socola (1848-1862) și rector (1860-1862); arhimandrit (1852), luptător pentru Unirea Principatelor, membru în Divanul Ad-Hoc (1857), arhiereu titular de Edessa, Grecia (1862), locțiitor de episcop la Argeș (1862-1865), la 11 mai 1865 numit episcop eparhiot, prin decret semnat de Alexandru Ioan Cuza, dar refuză numirea, punându-se în fruntea Iuptei pentru canonicitate; din nou locțiitor la Argeș (1868-1873), apoi retras la Burdujeni.

## Opera
Autor de manuale didactice, traduceri, cuvântări, poezii, broșuri, note de călătorie, articole etc.
- Urziri istorice sau curs metodic de istorie, prelucrare după D.E. Levi-Alvares, Iași, 1851, 212 p.;
- Metoda pentru studiul limbii elenice, după J.L. Burnouff, 2 vol., Iași, 1861 1862, XV + 318 p. (I) + 339 p. (II).
- Dublul paralel sau Biserica în fața papității și a reformei veacului XVI..., Iași, 1851, 117 p. (traducere după Alexandru Scarlat Sturdza);
- Testamentul Vechi studiat duce la cel Nou ori evidenții intrinsece ca Sacra Scriptură este însuflată de Dumnezeu pentru scularea și mântuirea omenirii..., București, 1876, 113 p.
- Cuvinte bisericești rostite la diferite ocazii, București, 1868, 362 p. (alte cuvântări au apărut în broșură);
- A revizuit traducerea și a reeditat Mărgăritarele Sfântului loan Hrisostom, București, 1872, 384 p.
- Încercări poetice. Discursuri politice. Memoare și scrisori politice .... Iași, 1870,252 p.;
- Călătoria mea la pământul sfânt și la Ierusalim... 1874, București, 1875, 50 p.
- Unirea și neunirea Principatelor, Iași, 1856, 27 p.;
- Foloasele Unirii Principatelor, Iași, 1856, 37 p.;
- Scurtă istorie și hronologie despre Mitropolia Moldovei, Paris, 1857, 28 p.
- Necesitatea clerului în societate și nevoia de punere a sa în adevărata cale a sortirii sale... însoțită de constituțiunea clerului ortodox din Transilvania; Iași, 1858, 58 p.;
- Nelegalitatea și defecțiozitatea proiectului de lege pentru alegerea mitropoliților și a episcopilor din Principatele Unite, . lași, . 1861, 24 p. și -
- Câteva broșuri de combatere a legiunilor bisericești ale lui Alexandru loan Cuza.

## Legături externe
- Crispedia.ro articol despre Neofit Scriban
- Evenimentul regional al Moldovei, 10 octombrie 2009[nefuncțională]
 Episcopul Neofit Scriban - 125 de ani de la trecerea la cele veșnice de Eugen Maftei